# Eb van der Kluft
Egbert van der Kluft, detto Eb (Amsterdam, 23 maggio 1889 – Amsterdam, 5 luglio 1970), è stato un calciatore olandese, di ruolo difensore.

## Palmarès

### Nazionale
- Bronzo olimpico: 1

Olanda: Anversa 1920